# اندرس مندیتا
اندرس مندیتا (انگلیسی: Andrés Mendieta؛ زادهٔ ۱۲ فوریهٔ ۱۹۴۵) بازیکن فوتبال اهل اسپانیا است.
از باشگاه‌هایی که در آن بازی کرده‌است می‌توان به باشگاه فوتبال ویارئال، باشگاه فوتبال رایو وایکانو، باشگاه فوتبال دپورتیوو لاکرونیا، و باشگاه فوتبال رئال مادرید اشاره کرد.
وی همچنین در تیم ملی فوتبال اسپانیا بازی کرده‌است.